# Penstemon henricksonii
Penstemon henricksonii är en grobladsväxtart som beskrevs av R.M. Straw. Penstemon henricksonii ingår i släktet penstemoner, och familjen grobladsväxter. Inga underarter finns listade i Catalogue of Life.